# Martin Cummins
Martin Cummins (* 28. November 1969 in North Delta, British Columbia) ist ein kanadischer Schauspieler, Regisseur, Drehbuchautor und Filmproduzent.

## Leben
Martin Cummins begann seine Karriere mit dem Film Freitag, der 13. Teil 8 – Todesfalle Manhattan. Neben seinen Filmrollen hatte er zahlreiche Gastauftritte in Fernsehserien. Dazu zählen 21 Jump Street, Der Polizeichef, Highlander, M.A.N.T.I.S., Outer Limits – Die unbekannte Dimension, Stargate – Kommando SG-1, Jake 2.0, Andromeda, Smallville, 4400 – Die Rückkehrer und Kyle XY. Seine bekanntesten Rollen hatte er von 1996 bis 1999 in der Fernsehserie Poltergeist – Die unheimliche Macht und von 2000 bis 2001 in Dark Angel. Zusätzlich führte er bei einigen Fernsehserien und Filmen Regie und betätigt sich als Filmproduzent. Seit einiger Zeit ist er vor allem als Schauspiellehrer beschäftigt.
Cummins war bis zum Jahr 2004 mit Brandy Ledford verheiratet.

## Filmographie (Auswahl)
Schauspieler
- 1989: Freitag der 13. – Todesfalle Manhattan (Friday the 13th Part VIII: Jason Takes Manhattan)
- 1991: Omen IV: Das Erwachen (Omen IV: The Awakening)
- 1991: 21 Jump Street – Tatort Klassenzimmer (21 Jump Street, Fernsehserie, Folge 5x22)
- 1992: Das Gesetz der Straße (Street Justice, Fernsehserie, Folge 2x02)
- 1992: Wege aus dem Nichts (Miles from Nowhere)
- 1994: Highlander (Fernsehserie, Folge 2x21)
- 1996: Wer hat meine Tochter ermordet? (Justice for Annie: A Moment of Truth Movie)
- 1996–1999: Poltergeist – Die unheimliche Macht (Poltergeist: The Legacy, Fernsehserie, 87 Folgen)
- 1999–2000: Outer Limits – Die unbekannte Dimension (The Outer Limits, Fernsehserie, 2 Folgen)
- 2000: Just Candy
- 2000: Love Come Down
- 2000: We All Fall Down
- 2000–2001: Dark Angel (Fernsehserie, 21 Folgen)
- 2002: Liberty Stands Still
- 2002–2004: Smallville (Fernsehserie, 3 Folgen)
- 2003: Stargate – Kommando SG-1 (Stargate SG-1, Fernsehserie, Folge 6x18)
- 2004: Andromeda (Fernsehserie, Folge 4x10)
- 2005: Devour
- 2005: Painkiller Jane
- 2007: 4400 – Die Rückkehrer (Fernsehserie, Folge 4x05–4x06)
- 2007–2008: Kyle XY (Fernsehserie, 14 Folgen)
- 2009: Fear Island – Mörderische Unschuld (Fear Island)
- 2010: Fringe – Grenzfälle des FBI (Fringe, Folge 2x12)
- 2010–2011: Shattered (Fernsehserie, 13 Folgen)
- 2011: V – Die Besucher (V, Fernsehserie, 6 Folgen)
- 2011: The Pastors Wife
- 2011–2012: Eureka – Die geheime Stadt (Eureka, Fernsehserie, 4 Folgen)
- 2012: Der Supersturm – Die Wetter-Apokalypse (Seattle Superstorm, Fernsehfilm)
- 2012: The Killing (Fernsehserie, Folge 2x04)
- 2012: True Justice (Fernsehserie, Folge 2x07)
- 2012: Radio Rebel – Unüberhörbar (Radio Rebel, Fernsehfilm)
- 2013: Hell in Handbag
- 2014: Bates Motel (Fernsehserie, Folgen 2x03–2x04)
- 2014: Down Here
- seit 2014: Janette Oke: Die Coal Valley Saga (When Calls the Heart, Fernsehserie)
- 2014: The Christmas Shepherd (Fernsehfilm)
- 2015: The Whispers (Fernsehserie, 6 Folgen)
- 2015–2016: UnREAL (Fernsehserie, Folgen 1x06–1x10, 2x01)
- 2016: Not with His Wife (Fernsehfilm)
- 2017: Garage Sale Mystery: The Art of Murder (Fernsehfilm)
- 2017: Cold Zone
- 2017–2023: Riverdale (Fernsehserie, 78 Folgen)
- 2018: Take Two (Fernsehserie, Folge 1x10)
- 2020: Away (Fernsehserie, 6 Folgen)
- 2022: Der Song meines Herzens (Home for my Heart)
- 2024: Bootcamp

Regisseur
- 1998–1999: Poltergeist – Die unheimliche Macht (Poltergeist: The Legacy, Folgen 3x11, 4x10, 4x18)
- 1999: Outer Limits – Die unbekannte Dimension (The Outer Limits, Folge 5x22)
- 2000: We All Fall Down (auch Produzent und Drehbuch)
- 2010: The Pearly Gates (Kurzfilm)
- 2013: Hell in Handbag (auch Produzent und Drehbuch)

## Auszeichnungen
- 2001: Nominierung für den Leo Award in der Kategorie  Best Screenwriter of Feature Length Drama für We All Fall Down
- 2001: Genie Award in der Kategorie Best Performance by an Actor in a Supporting Role für Love Come Down
- 2002: Nominierung für den Gemini Award in der Kategorie Best Performance by an Actor in a Continuing Leading Dramatic Role